# Hudson Soft HuC6280

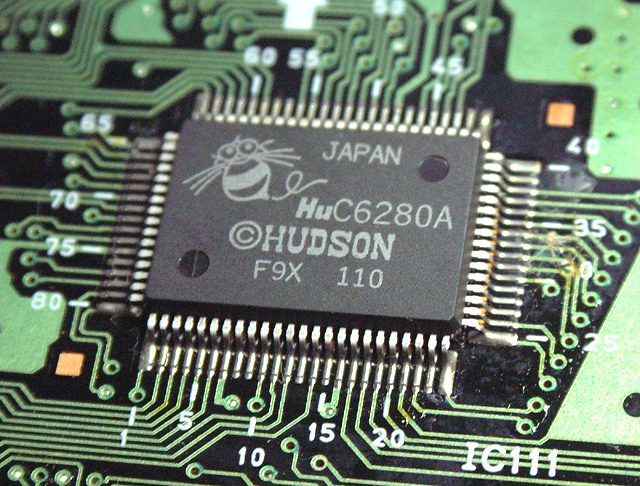

A HuC6280 egy 8 bites mikroprocesszor, a japán Hudson Soft vállalat terméke, amely nem más, mint a WDC 65C02 CPU javított változata, tehát végső soron a népszerű, NMOS-alapú 6502 8 bites processzor javított, CMOS technológiával készült változata. A WDC 65C02 annyiban különbözik a 6502-től, hogy néhány új utasítást kapott, a dokumentálatlan opkódokat NOP utasításokra cserélték, a mag teljesen statikus (képes 0 Hz órajelre lassítani) és beépíthető egylapkás rendszerekbe (SoC) is. A HuC6280 ennek a magnak a 65SC02 jelű változatán alapul, amely további bit-orientált utasításbővítéseket kapott. A HuC6280 processzor legjelentősebb felhasználása a NEC TurboGrafx-16 ill. a Japánban PC Engine néven ismert videójáték-konzolban volt 1987–1989 között.

## Jellemzők
A HuC6280 64 KiB logikai címtérrel és 2 MiB fizikai címtérrel rendelkezett. A memóriahozzáféréshez MMU-t alkalmaz, ami a teljes memóriateret 8 KiB-os szegmensekre osztja, tehát egyszerre 8 db 8 KiB-os szegmens érhető el, és a szegmensekbe a logikai címtér különböző részei vannak leképezve. A memórialapozáshoz a processzor újabb utasításokkal is rendelkezik.

## Fordítás
Ez a szócikk részben vagy egészben  a   Hudson Soft HuC6280 című angol Wikipédia-szócikk ezen változatának fordításán alapul.  Az eredeti cikk szerkesztőit annak laptörténete sorolja fel. Ez a jelzés csupán a megfogalmazás eredetét és a szerzői jogokat jelzi, nem szolgál a cikkben szereplő információk forrásmegjelöléseként.